# Eshkol (conseil régional)
Pour les articles homonymes, voir Eshkol.
Le conseil régional d'Eshkol, en hébreu : מועצה אזורית אשכול, est situé au nord-ouest du Néguev, dans le district sud en Israël. Sa population s'élève à 15 180 habitants en 2022.

## Liste des communautés
- Alumim
- Ami'oz
- Avshalom (en)
- Be'eri
- Dekel
- Ein HaBesor
- Ein Hashlosha
- Gvulot
- Holit (en)
- Kerem Shalom
- Kissoufim
- Magen
- Mivtahim (en)
- Naveh
- Nir Oz
- Nir Yitzhak
- Nirim
- Ohad
- Pri Gan
- Réïm
- Sdei Avraham (en)
- Sde Nitzan (en)
- Shlomit (en)
- Sufa
- Talmei Eliyahu (en)
- Talmei Yosef
- Tzéélim
- Tzohar (en)
- Urim
- Yated (en)
- Yesha (en)
- Yevul

## Source de la traduction
- (en) Cet article est partiellement ou en totalité issu de l’article de Wikipédia en anglais intitulé « Eshkol Regional Council » (voir la liste des auteurs).